# Ligne de Luxembourg à Remich
Pour les lignes de chemin de fer partageant le même surnom, voir Jangli.
La ligne de Luxembourg à Remich, communément dénommée Jangli, Jangeli ou Jhangeli selon les variantes, est une ancienne ligne de chemin de fer à voie métrique de 27,3 km de long qui reliait Luxembourg à Remich.
Exploitée en 1882 par la Société des chemins de fer secondaires luxembourgeois (CSL), elle l'est par les Chemins de fer à voie étroite (CVE) à partir de 1934 lors de la fusion des trois compagnies exploitant les lignes à voie étroite. La Deutsche Reichsbahn reprend l'exploitation en 1942, sous l'occupation, puis la Société nationale des chemins de fer luxembourgeois en 1946.
Elle est fermée en 1955 et sa démolition est autorisée en 1957.

## Histoire
La ligne est mise en service le 20 février 1882 par la Société des chemins de fer secondaires luxembourgeois et transporte voyageurs et marchandises. Elle est définitivement fermée le 22 mai 1955. La ligne a été officiellement fermée et déclassée par l'arrêté grand-ducal du 27 avril 1957 portant « suppression du service ferroviaire sur les lignes à voie étroite de Luxembourg à Echternach, de Luxembourg à Remich et de Bettembourg à Aspelt et autorisation [des CFL] à effectuer la desserte des dites lignes par un service routier à exploiter en régie. ».

## La ligne
Longue de 27,3 km, la ligne Luxembourg-Remich était une des plus longues lignes à voie métrique du Luxembourg. Son profil était peu favorable, avec une déclivité maximale de 35 ‰.
À l'exception de la gare de Scheuerberg, située en plein champ pour desservir la carrière de gypse située à un kilomètre de là, toutes les gares étaient situées dans les bourgs ou à proximité immédiate. 
Elle était connectée à trois autres lignes à voie métrique : la ligne de Luxembourg à Echternach, la ligne de Bettembourg à Aspelt et la ligne de Thionville à Mondorf-les-Bains.

## Matériel roulant
La ligne a été exploitée à l'aide de locomotives à vapeur, ainsi que des autorails construits par la société Familleureux à partir des années 1930.

## Vestiges
La section de Mondorf-les-Bains à Remich, complètement isolée de la route, est aujourd'hui aménagée en piste cyclable. Le reste de la ligne, construite le long des routes comme la route nationale 3, a vu son emprise réutilisée pour élargir la voirie.
En 2016, une pétition demandant le retour du train entre la capitale et Remich reçoit les 4 500 signatures nécessaires pour être débattue à la Chambre des députés.